# Campionatul Mondial de Scrimă din 1995
Campionatul Mondial de Scrimă din 1995 s-a desfășurat în perioada 18–23 iulie la Haga în Olanda.

## Rezultate

### Masculin
| Probă                 | Aur                                                                           | Argint                                                                       | Bronz                                                                         |
| Spadă la individual   | Éric Srecki (FRA)                                                             | Robert Leroux (FRA)                                                          | Sandro Cuomo (ITA) · Mauricio Rivas Nieto (COL)                               |
| Spadă pe echipe       | Germania Arnd Schmitt Michael Flegler Mariusz Strzalka Elmar Borrmann         | Franța Éric Srecki Robert Leroux Jean-Michel Henry Hugues Obry               | Ungaria Géza Imre Iván Kovács Attila Fekete Krisztián Kulcsár                 |
| Floretă la individual | Dmitri Șevcenko (RUS)                                                         | José Francisco Guerra (ESP)                                                  | Elvis Gregory Gil (CUB) · Serhii Holubîțkîi (UKR)                             |
| Floretă pe echipe     | Cuba Elvis Gregory Gil Roland Tucker Leon Oscar Garcia Perez Ignacio Gonzalez | Rusia Dmitri Șevcenko Ilgar Mammadov Anvar Ibraghimov Vladislav Pavlovici    | Polonia Ryszard Sobczak Piotr Kielpikowski Jaroslaw Rodzewicz Adam Krzesinski |
| Sabie la individual   | Grigori Kirienko (RUS)                                                        | Felix Becker (GER)                                                           | Luigi Tarantino (FRA) · Tohni Terenzi (ITA)                                   |
| Sabie pe echipe       | Italia Luigi Tarantino Tohni Terenzi Raffaello Caserta Marco Marin            | Rusia Grigori Kirienko Stanislav Pozdniakov Serghei Șarikov Aleksandr Șirșov | Ungaria György Boros József Navarrete Csaba Köves Bence Szabó                 |

### Feminin
| Probă                 | Aur                                                                             | Argint                                                                               | Bronz                                                                   |
| Spadă la individual   | Joanna Jakimiuk (POL)                                                           | Gyöngyi Szalay (HUN)                                                                 | Laura Flessel-Colovic (FRA) · Sophie Moressée-Pichot (FRA)              |
| Spadă pe echipe       | Ungaria Gyöngyi Szalay Tímea Nagy Adrienn Hormay Mariann Horváth                | Franța Laura Flessel-Colovic Sophie Moressée-Pichot Valérie Barlois Sangita Tripathi | Estonia Maarika Võsu Merle Esken Oksana Jermakova Heidi Rohi            |
| Floretă la individual | Laura Badea (ROU)                                                               | Giovanna Trillini (ITA)                                                              | Valentina Vezzali (ITA) · Diana Bianchedi (ITA)                         |
| Floretă pe echipe     | Italia Giovanna Trillini Valentina Vezzali Diana Bianchedi Francesca Bortolozzi | România · Laura Badea · Claudia Grigorescu · Reka Szabo · Elisabeta Tufan            | Germania Anja Fichtel-Mauritz Sabine Bau Monika Weber Zita Funkenhauser |

## Clasament pe medalii
| Loc | Țară     | Aur | Argint | Bronz | Total |
| --- | -------- | --- | ------ | ----- | ----- |
| 1   | Rusia    | 2   | 2      | 0     | 4     |
| 2   | Italia   | 2   | 1      | 5     | 8     |
| 3   | Franța   | 1   | 3      | 2     | 6     |
| 4   | Ungaria  | 1   | 1      | 2     | 4     |
| 5   | Germania | 1   | 1      | 1     | 3     |
| 6   | România  | 1   | 1      | 0     | 2     |
| 7   | Cuba     | 1   | 0      | 1     | 2     |
| 7   | Polonia  | 1   | 0      | 1     | 2     |
| 9   | Spania   | 0   | 1      | 0     | 1     |
| 10  | Columbia | 0   | 0      | 1     | 1     |
| 10  | Estonia  | 0   | 0      | 1     | 1     |
| 10  | Ucraina  | 0   | 0      | 1     | 1     |